# Pascal Fauvel
Pascal Fauvel (n. 8 aprilie 1882, Béthisy-Saint-Pierre, Picardie⁠(d), Franța – d. 22 octombrie 1942, Béthisy-Saint-Pierre, Picardie⁠(d), Franța) a fost un arcaș ce a reprezentat Franța, medaliat olimpic. A participat la o ediție a Jocurilor Olimpice (1920) în care a câștigat două medalii de argint și o medalie de bronz.